# Dolichoderus mesosternalis
Dolichoderus mesosternalis é uma espécie de formiga do gênero Dolichoderus.